# Danny Chan Kwok-kwan
Ne doit pas être confondu avec Danny Chan.
Danny Chan, de son vrai nom Chan Kwok-kwan (陳國坤, né le 1er août 1975), est un acteur hongkongais, surtout connu pour sa ressemblance avec Bruce Lee. Il a commencé sa carrière en tant que chanteur dans le groupe de rock Poet.

## Biographie
Étant jeune, il a pratiqué le taekwendo et le free fight, son premier film était Lost Boys in Wonderland en 1995, mais ses plus gros films sont Shaolin Soccer et Crazy Kung-Fu. Il est notamment connu pour son rôle de Bruce Lee dans la série télévisée chinoise La Légende de Bruce Lee, il a été choisi pour sa ressemblance frappante avec l'acteur. Pour ce rôle, il a fait beaucoup de sport et a appris le jeet kune do. Il interprète Bruce Lee comme personne n'y était arrivé auparavant. Il reprend par ailleurs ce rôle dans Ip Man 3 et Ip Man 4.

## Vie privée
Chan épouse la chanteuse hongkongaise Emme Wong (en) en 2014. Il suscite la controverse pour ses positions pro-Pékin lors des manifestations de 2019-2020 à Hong Kong après avoir exprimé son soutien à la police de Hong Kong. Il avait publié sur les réseaux sociaux que la police ne devrait « être indulgente avec aucun [manifestant] », ni « ne laisser partir aucun d'entre eux ».

## Filmographie
- 1995 : Lost boys in wonderland
- 1996 : Young and Dangerous 3 : un gangster
- 1999 : Sealed with a Kiss : un voyou aux cheveux jaunes
- 1999 : The Legend of Speed
- 2001 : Shaolin Soccer : main vide (frère no 4)
- 2002 : Vampire Hunters : Choi
- 2002 : Fighting to Survive
- 2004 : Crazy Kung-Fu : frère Sum
- 2005 : Where is Mama's Boy
- 2006 : I'll Call You : Hong
- 2007 : It's Wonderful Life : Sun Wukong
- 2007 : Kung fu Fighter : Don Ching
- 2008 : CJ7
- 2008 : My Wife is a Gambling Maestro : Manu
- 2008 : The Luckiest Man : Ho Kin
- 2008 : La Légende de Bruce Lee : Bruce Lee
- 2009 : All's Well, Ends Well 2009
- 2011 : Spirit of Fight : Special Bruce Lee's 70th Tribute
- 2015 : Ip Man 3 : Bruce Lee
- 2019 : Ip Man 4 : Bruce Lee

## Distinctions
- 2005 : Hong Kong Film Awards[Quoi ?]
- Meilleur second rôle pour Crazy Kung-Fu[Quoi ?]